# Petrus Jonæ Angermannus
Petrus Jonæ Angermannus född  1559 i Lunne by, i Arnäs socken, Ångermanland, död 11 september 1630 i Växjö, var en svensk biskop och riksdagsman.

## Biografi
Petrus Jonæ Angermannus var möjligen son till en bonde i Arnäs vid namn Jon Hindersson. Han studerade vid Gävle skola innan han inskrevs vid universitetet i Jena där han blev magister 1590. Redan året därpå var han rektor för Arboga skola och två år senare pastor. Han deltog i Uppsala möte som assessor och notarius, och undertecknade dess beslut i egenskap av rektor. Han nämns, som kontraktsprost, vid prästmötet i Uppsala 1595 som möjlig efterträdare till biskopen i Växjö, men utnämndes till befattningen vid riksdagen i Söderköping samma år. Han tillträdde som biskop i maj 1596, och deltog därefter i flera riksdagar.
Han var nära förbunden med ärkebiskop Abraham Angermannus och betraktas som den som vid sidan av denne mest kämpade för att omsätta beslutet från Uppsala möte i praktiken. Han författade i den andan en visitationsstadga, som efterhand i nya utgåvor byggdes ut, i Cursus visitationis diœcesis Wexionensis (1605) hade den kompletterats med flera bibelförklaringar och predikningar över hustavlan. Han verkade även på teologisk grund för upphjälpandet av psalmsången – han finns representerad ännu i Den svenska psalmboken 1986 med ett verk (nr 478). Teologiskt stod han för en Gudssyn som präglades av att han betraktade den "enfaldiga" läsningen och Gudsfruktan som den rätta vägen till Gud och överlägsen de lärdes teologiska diskussioner.
I Växjö stift kom Angermannus att bli stamfader för en "prästaristokrati", då både sonen Zacharias Lundebergius och svärsonen Joannes Baazius den äldre blev hans efterträdare, liksom sonens svärson Canutus Hahn.

## Psalmer
- Du morgonstjärna mild och ren (Nr 131 i 1695 års psalmbok, nr 32 i 1937 års psalmbok och nr 478 i Den svenska psalmboken 1986) översatt 1604 från Philipp Nicolais originaltext.